# Boule d'Or (equipo ciclista)
El equipo Boule d'Or fue un equipo ciclista belga que compitió profesionalmente entre el 1979 y el 1983.
No se tiene que confundir con el equipo Mine Flat-Boule d'Or-Colnago, ni con el Europ Decor-Boule d'Or.

## Corredor mejor clasificado en las Grandes Vueltas
| Año  | Giro de Italia | Tour de Francia      | Vuelta a España     |
| ---- | -------------- | -------------------- | ------------------- |
| 1979 | -              | -                    | 10.º Alfons De Wolf |
| 1980 | Abandono       | -                    | -                   |
| 1981 | -              | 14.º Paul Wellens    | -                   |
| 1982 | -              | 7.º Daniel Willems   | -                   |
| 1983 | -              | 48.º Ludwig Wijnants | Abandono            |

## Principales resultados
- Giro de Lombardía: Alfons De Wolf (1980)
- Campeonato de Flandes: Patrick Versluys (1981), Gery Verlinden (1982)
- Gran Premio de Fourmies: Rudy Matthijs (1982)
- Vuelta a Andalucía: Marc Sergeant (1982)
- Vuelta a Limburg: Werner Devos (1982), Rudy Matthijs (1983)

### A las grandes vueltas
- Vuelta a España
  - 2 participaciones (1979, 1983)
  - 9 victorias de etapa:
    - 9 al 1979: Alfons de Wolf (5), Roger De Cnijf, Frans Van Vlierberghe, Adri van Houwelingen, Cees Bal

  - 1 clasificaciones secundarias:
    - Clasificación por puntos: Fons De Wolf (1979)

- Tour de Francia
  - 3 participaciones (1981, 1982, 1983)
  - 7 victorias de etapa:
    - 4 al 1981: Freddy Maertens (4)
    - 2 al 1982: Daniel Willems (2)
    - 1 al 1983: Rudy Matthijs

  - 0 victorias final:
  - 2 clasificaciones secundarias:
    - Clasificación por puntos: Freddy Maertens (1981)
    - Clasificación de los esprints intermedios: Freddy Maertens (1981)

- Giro de Italia
  - 1 participación (1980)
  - 0 victorias de etapa: